# Arthur Range (Nowa Zelandia)
Arthur Range – pasmo górskie położone w północnej części Alp Południowych, na Wyspie Południowej Nowej Zelandii. Położone jest w Parku Narodowym Kahurangi. Najwyższym szczytem jest The Twins (1809 m n.p.m.).